# El mundo mágico de los mayas
El mundo mágico de los mayas es un mural de la pintora Leonora Carrington realizado entre 1963 y 1964 para el Museo Nacional de Antropología, por encargo de su director Ignacio Bernal. En este mural se funden imágenes provenientes del Popol Vuh, libro sagrado de los antiguos mayas-quichés, con observaciones directas de la sociedad tradicional maya contemporánea y algunos elementos de la Mitología celta, utilizados en gran parte de su producción artística.

## Concepción
Antes de realizar el mural, Carrington pasó 6 meses en San Cristóbal de las Casas, estudiando las diversas prácticas religiosas y tradiciones, especialmente la relación entre el hombre y la naturaleza en la cosmogonía maya y las diversas técnicas de medicina herbolaria tradicional.
En Chiapas fue huésped de la antropóloga suiza Gertrud Blom. Gracias a ella, Carrington pudo conocer muchos de los pueblos alrededor de San Cristóbal de las Casas y tuvo la oportunidad de asistir a rituales de curación chamánica, al entrar en contacto con estas comunidades.

"Viajar a Chiapas en 1963 era todavía una aventura, porque el área era remota y los habitantes no siempre recibían bien a los extranjeros. A veces Carrington tomaba el autobús de la ciudad de México a Oaxaca, para bajar desde ahí a Tuxtla Gutiérrez. Desde ese punto el viaje proseguía a caballo o en mula..."
Whitney Chadwick

No se le permitía, conforme a la tradición indígena, utilizar su cámara fotográfica. Así pues, Carrington hizo un registro a partir de dibujos realizados in situ. Igualmente realizó la mayoría de los bocetos de animales en el parque zoológico de Tuxtla Guttiérrez, donde pudo estudiar las características de las especies autóctonas.
Una vez terminada, la obra permaneció por un breve periodo en el Museo Nacional de Antropología, para después ser trasladada al Museo de Tuxtla Gutiérrez, donde fue exhibido hasta el año 1985. Finalmente, desde finales de 2004, ha vuelto a ser expuesto en la sección etnográfica del MNA, en la Sala Mayas de las Montañas (Ingarao, 2008). Con la participación del Consejo Nacional para la Cultura y las Artes y Rafael Tovar y de Teresa el mural viajó a la Galería Tate de Liverpool en 2015, para celebrar el año de México en Gran Bretaña y el de Gran Bretaña en México. En 2018 formó parte de la exposición Leonora Carrington. Cuentos Mágicos en el Museo de Arte Moderno, en Ciudad de México.

## Descripción de la obra
El mural está constituido por un escenario principalmente de tonalidad rojiza y de carácter abierto, en el cual se puede apreciar una comunidad indígena rodeada por un paisaje montañoso, con un sol parcialmente cubierto por las nubes. En la obra puede verse como la autora conjuga el sincretismo cultural entre la religión cristiana y maya, estableciendo así paralelismos con la historia de Irlanda y la llegada el cristianismo, donde se dio la fusión de elementos religiosos y paganos. Por ejemplo, en ambos casos, Irlanda y la cultura maya, las antiguas deidades siguieron siendo reverenciadas bajo la forma de las advocaciones cristianas.
El cuadro puede ser dividido visualmente en tres estratos: el cielo, la tierra y el inframundo. Con una lectura de izquierda a derecha, en la parte inferior del lado izquierdo se encuentran una serie de pequeñas chozas junto a un bosque, donde a pie de los árboles está representado el rostro de un hombre. Al lado de las chozas hay una capilla, afuera de la cual se encuentran reunidas una serie de mujeres alrededor de un caballo blanco. Alrededor de la misma capilla hay una serie de personas realizando diversas actividades relacionadas con la vida en el campo y un personaje tocando un instrumento al borde de una grieta en el suelo. Por encima de la capilla se aprecia un arcoíris que nace en su techo y cubre el centro del poblado. A este arcoíris se cruzan tres figuras femeninas vestidas de blanco con piernas de ave.
A la derecha de la capilla se alzan 22 cruces, y así mismo, a la altura de las nubes, pueden observarse diversos animales (entre los cuales se aprecian venados un par de conejos y jabalís) que se encuentran volando por encima de las montañas, los cuales dan la impresión de dirigirse a la parte central del cuadro y los cuales se acompañan de una esfera de color azul turquesa. En la parte central del cuadro, entre las montañas, emerge un personaje a manera de tótem de color café, cuya apariencia asemeja a las máscaras funerarias mayas. Igualmente se aprecia más adelante una catedral con arquitectura de tipo colonial con dos torres laterales enmarcadas por un águila. Al lado izquierdo de la catedral se aprecia una procesión iniciada en la capilla lateral, la cual va encabezada por la figura de una virgen que parece dirigirse a la pequeña capilla que se encuentra del lado izquierdo de la escena. En la zona superior de la catedral se ubica un ave que asemeja a un quetzal de color azul turquesa, y que se encuentra posado en el techo del lugar, comparte esta área de la composición con una serpiente emplumada de color verde, y la representación del planeta Venus en forma de una estrella brillante.
Frente a la catedral hay personajes trabajando en el campo, y al lado derecho se aprecia una choza de paja que alberga a un hombre arrodillado frente a una cama donde yace otro personaje posiblemente enfermo, y el cual es atendido por una mujer de rasgos indígenas. En la representación Leonora ejemplifica ese sincretismo cultural característico de su obra, del cual ya se ha hecho mención, pues se puede ver la interrelación entre las prácticas prehispánicas (choza del curandero) y la fe católica impuesta por los conquistadores (la iglesia), pues es atendido por un curandero quien realiza un ritual de sanación, mientras a un costado de la cama una mujer parece estar rezando por su sanación. La cabaña está rodeada por unos pinos y por tres murciélagos enormes, de rostros azulados: llevan barba, tienen rasgos de jabalí, dientes afilados y plumas de pavo real.
En el extremo derecho de la composición se observa en el cielo un ave de grandes dimensiones que ilumina la parte derecha del con rostro rojo, plumas violetas, azules, rosas, anaranjadas y amarillas, enormes garras y una larga cola violeta. Debajo de esta, cercano a esta choza antes descrita, hay un árbol de color blanco sin hojas, y cuyas raíces llegan a la parte subterránea de la composición, mientras en sus ramas se aprecia una parvada de aves, tipo lechuza, las cuales parecen estar saliendo de un monte rodeado por árboles iguales a los del lado izquierdo de la obra.
En la parte inferior del cuadro se encuentra el nivel subterráneo que asemeja a una serie de grutas o cuevas en colores café. En el extremo izquierdo de esta zona se ubica una cabeza de jaguar con un ojo de espiral, a su lado se encuentran una serie de monos con cabeza humana, así como una serie de cavernas llenas de diversos seres fantásticos. Finalmente en la parte extrema derecha se observa una pareja de seres antropomorfos con caras de lechuza, los cuales se encuentran cerca del árbol blanco antes mencionado.

## Descripción iconográfica
Las comunidades representadas en la obra son los tzeltales y tzotziles, municipios más cercanos a San Cristóbal de las Casas y donde existe mayor concentración de hablantes de la lengua tsotsil.
La pintora divide su composición en tres niveles que representan los tres reinos del mundo Maya: el inframundo, la tierra y el cielo poblado por las divinidades. El mundo tseltal se presenta bastante similar al de sus demás hermanos mayas. Está constituido por un cosmos (chul chan), la madre tierra (lum balumilal o ch’ul balumi- lal) y el inframundo (k’atimbak). El equilibrio y la armonía entre esos tres espacios es recompensado por las divinidades protectoras del universo: el Sol, la Luna y las Montañas.
Los mayas concebían al cosmos compuesto por 13 cielos, uno sobre otro, siendo la tierra la capa más baja. Sobre cada cielo presidían trece dioses, llamados los Oxlahuntikú. Bajo la tierra había otros nueve cielos, también en capas, sobre los que presidían los Bolontikú. El último de estos cielos era el Mitnal, el infierno maya, reino de Ah Puch, señor de la muerte. Creían que, antes que el suyo, habían existido otros mundos destruidos todos por el diluvio. El mundo actual era sostenido por cuatro hermanos guardianes llamados Bacabes, localizados en los cuatro puntos cardinales.
Iniciando con la parte del cielo, a la par de las montañas, hay una luna azul ubicada en el lado izquierdo, símbolo de fertilidad, tanto para la tierra como para la mujer, y el sol protege al hombre y le ofrece fuerza y calor. El sol, en posición central, está velado por una nube, y por debajo se encuentra Venus, el tercer objeto más brillante en el cielo después del sol y la luna. El planeta Venus, dentro de la tradición maya, está relacionado con la representación de la serpiente emplumada (la divinidad llamada Quetzalcoatl en el Altiplano Central de México) y que en área maya adopta el nombre de Kukulkan. Su representación es la serpiente emplumada o el hombre-pájaro): “Venus representaba Quetzalcoatl, resucitado a oriente después de su muerte en occidente, era el Dios de la Serpiente emplumada...” (Osbert). Kukulcán es un importante dios en la mitología maya, (maya: k'u uk'um y kaan, 'pluma y serpiente’) también conocido como Gucumatz (quiché: Q'uk'umatz, “serpiente emplumada”). Es referido con este último nombre en el Popol Vuh como un dios creador del universo junto a Tepew.
El Dios Sumo de los mayas es fundamentalmente celeste, sin embargo la religión maya se funda en la armonía de los opuestos. En esta divinidad se encuentran las antítesis cósmicas representadas por los símbolos animales que encarnan las fuerzas contrarias: el quetzal está relacionado con el cielo y la serpiente simboliza la tierra. La potente unión entre el pájaro sagrado, el quetzal y el más poderoso ofidio tropical representa este encuentro entre fuerzas opuestas que genera a Kukulkan, la serpiente emplumada.
Aquí se encuentra otro ejemplo del sincretismo cultural cristiano-maya, donde el quetzal recuerda a la figura del Espíritu Santo, que dentro de la iconología cristiana es representado por una paloma blanca, en el pensamiento prehispánico también cumple la función de mensajero. La serpiente emplumada dentro de la mitología maya se relaciona con los procesos de transformación y renovación que sufre la tierra entre épocas de cosechas, esto hace alusión a que estos reptiles mudan de piel dos veces al año, es decir, se renuevan de la misma manera en que la tierra cambia sus frutos ante el paso de las estaciones.
La serpiente es en varias culturas la fuerza y poder de la naturaleza y los fenómenos asociados con el agua (viento, tormentas, inundaciones, lluvias).Por lo tanto, tiene sentido cuando Kukulcan es considerado dios del rayo, y al mismo tiempo es relacionado con Venus la estrella de la mañana (sol). Carrington unió todos estos elementos y crea un círculo que vincula los astros y las deidades: pone el sol en la parte alta del mural y a su derecha Venus, luego la serpiente.
Finalmente, en la parte derecha del mural aún en la parte celestial, aparece otra especie de ave que mira hacia su izquierda. Se trata de un pájaro multicolor, antecesor del colibrí. En las anotaciones de Carrington realizadas en Chiapas escribe Totilme’il (Humming Bird, ancestro) que significa antecesor del colibrí. En el pecho del ave aparece una cara amarilla en cuya frente resplandecen un pequeño sol y una espiral, símbolo lunar; a la altura de los genitales se abre una gran flor amarilla cuya extremidad evoca la forma del tridente.
En la pintura también pueden observarse representadas numerosas montañas. Los tseltales y tsotsiles habitan en las montañas centrales del estado de Chiapas. La montaña es siempre un punto de referencia de la memoria cotidiana y la memoria mítica en los altos de Chiapas, y son un componente ritual importante. La memoria mítica tseltal reconoce en su entorno un mundo paralelo habitado por diversos seres no siempre visibles. El paisaje de quebradas y montañas se divide con diversas entidades. Se sabe, por ejemplo, que en el monte o en los senderos que ellos recorren para trasladarse de un pueblo a otro viven los espíritus (lab) dualidades que corresponden al nahual o espíritu animal de los tzeltales.
Una sierra muy grande recorre el estado, cerca al mar. A esa cordillera se le conoce con el nombre de Sierra Madre del Soconusco, o Sierra Madre de Chiapas. En el centro del estado existe otra sierra que se extiende también desde los límites con Guatemala hasta cerca de Pichucalco. En el valle central de esta cordillera tiene asiento la ciudad de San Cristóbal de las Casas, custodiada por las prominentes alturas del Zontehuitz y Huitepec, a 2,970 y 2,761 metros sobre el nivel del mar, respectivamente.
A nivel de tierra, del lado izquierdo de la representación se observa un grupo de pinos y cabañas. El tipo de vivienda tradicional de los tsotsiles varía de acuerdo con el nicho ecológico en el que están asentados. En las tierras altas, las casas son por lo general rectangulares, con paredes de adobe y piso de tierra, y techo a cuatro aguas de teja o tejamanil (pequeñas tejas de madera). En las tierras bajas y las más calurosas predominan las casas de bajareque, con techo de palma o zacate.
De la pequeña iglesia, al lado derecho de las cabañas, también en la parte izquierda del mural, surge un arcoíris. Junto al arcoíris surgen tres figuras femeninas con busto, referidas en el Popol Vuh en historias de los antiguos indios quichés, de mujer y cuerpo de pájaro, cubiertas de plumas, que pueden relacionarse con la divinidad maya Ixchel o Señora del Arcoíris. Se le conocía como la Señora Resplandeciente, Señora del Arcoíris, Sak U Ixik (Señora Luna Blanca) o Chak Chel (Arco Iris Grande). Las fuentes de la época colonial nos mencionan a Ixchel como diosa lunar. Es la deidad femenina más importante del panteón maya y está asociada con los ciclos lunares, la fertilidad y los mantenimientos. Se le podía representar como una mujer joven rebosante de belleza o como una anciana de pechos flácidos y estrías sobre su abdomen. Era la protectora de las mujeres embarazadas, parteras y de los curanderos.
Ixchel estaba relacionada con diferentes expresiones artísticas como la creación de textiles, la pintura, el canto y la danza. Fue venerada como la diosa de la luna, por el carácter femenino de ésta. Representó la fertilidad estrechamente ligada con la tierra, ya que son los ciclos de la luna los que rigen los tiempos de siembra y cosecha. También se le asocia con la lluvia y con el dios Chaac por este mismo concepto. En algunas ocasiones se le representaba acompañada de un conejo. Una de sus advocaciones era considerada maléfica, y se le representó en los códices como una mujer vieja, vaciando los odres de la cólera sobre el mundo.
Un elemento relacionado con las cruces en el mural y su importancia en el mundo maya es el panteón de Romerillo (grupo de cruces ubicado al lado del templo del extremo izquierdo). En el panteón de la comunidad El Romerillo de San Juan Chamula, Chiapas, las comunidades tsotsiles llegan a los panteones para recordar a sus difuntos, en las fechas de día de muertos, y les ofrecen comida y bebidas. En lo más alto del panteón 22 cruces de madera aproximadamente de 10 metros de altura marcan el espacio que corresponde a cada comunidad para sepultar sus muertos. Sembrar la cruz se refiere a las raíces de la vida. Para los mayas de hoy la cruz es una figura viva, es a puerta que permite pasar del mundo de aquí al más allá, el eje cósmico y el signo que atribuye sacralidad a un espacio. También en cada tumba se realiza el baile de los mashe o monos: disfrazados con pantalones de gamuza, listones, lentes oscuros y gorros, que bailan al son del tambor, guitarras y acordeones (Henriquez, 2004). En el mural puede observarse un personaje con
De acuerdo con la tradición y las estrategias de preservación de la memoria e identidad, los tzeltales siguen rigurosamente la celebración de un calendario de fiesta y ritual, con que se inicia y concluye el año de cultivo y ofrendas. Justo debajo del Panteón de Romerillo se encuentran dos personajes relacionados con un tercero vestido de toro. Tenejapa y Oxchuc comparten con otros pueblos de los Altos la recreación de la imagen del toro como personaje central de la fiesta de carnaval que se celebra a fines de febrero. Se festeja el fin del año viejo y el inicio de la nueva cosecha. Los personajes de carnaval se dedican toda una semana a burlar lo establecido, comenzando por la identidad de los hombres que se transforman en “Maruchas” (Marías), vestidos con ropa de mujer. Mientras tanto, ellas se ocupan de quitarles la sed con pox, todas sentadas en hileras circulares, en la plaza. Los participantes del carnaval rompen con la norma, gritan, corretean y bromean con palabras obscenas; transgreden. El tiempo de trabajo se detiene y el mundo pierde compostura y seriedad.
El día último de la fiesta el toro es sometido a un juicio farsesco, se le acusa de todos los pecados, y lo condenan a la pena de muerte. El toro representa la lucha por la vida entre los hombres, es perseguido, ironizado; se escabulle y mantiene el drama con sus correrías hasta que finalmente, el último día de carnaval, es atrapado y devorado por los participantes e invitados del pueblo (que comen carne de un toro verdadero). Un hombre joven representa al toro y calza su cuerpo dentro de una armazón tejido de fibra vegetal que da forma al “toro.”
Por otra parte en la zona central del mural, detrás de la iglesia se San Cristóbal de las Casas y entre las montañas, se ve una gran cruz con las extremidades redondeadas; la cruz muestra rasgos humanos y surge de una planta de maíz. La cruz es un símbolo de importancia fundamental dentro de la religiosidad indígena. Su valor simbólico está relacionado con la concepción cuadripartida del mundo y se remonta hasta antes de la llegada de los misioneros cristianos (Osbert). Ésta en especial se trata de una cruz maya, árbol de la vida, mediadora entre los hombres y los dioses (Museo Nacional de Antropología). Esto se relaciona también con la Ceiba sagrada maya.
Aproximadamente en el centro de la representación, a nivel de suelo, se observa un grupo de campesinos trabajando en un cultivo de maíz. El trabajo agrícola tseltal se basa en la tierra y la producción del maíz, la siembra está asociada con la cosmovisión maya y tiene un carácter sagrado. El maíz tiene una gran importancia en todas las culturas prehispánicas, incluida la maya (Museo Nacional de Antropología). Los tsotsiles de Chiapas, México, hacen peregrinaciones a las cuevas y montañas que rodean Zinacantán durante las ceremonias realizadas en los maizales, a fin de comunicarse con el Señor de la Tierra que reside allí. Los mayas tsotsiles colgaban espigas de maíz sin vaina de cruces de madera para proteger el maíz cosechado y almacenado (Morehart, 2001). También se ubican hombres y mujeres se dedican a sus tareas diarias: conducen las ovejas al pasto, cosechan el maíz, van con sus mulas a recoger leña, las mujeres llevan envueltos niños en mantas color café, etc.
En esta misma zona y relacionada con el resto de los personajes se encuentra la iglesia de Santo Domingo, catedral de la ciudad de San Cristóbal de las Casas, con el antiguo convento a su lado izquierdo. A partir de estos elementos arquitectónicos los personajes realizan una procesión de una virgen con un niño ataviada con un manto verde, probablemente la Virgen de la Caridad. La fiesta de la Virgen de la Caridad se realiza en San Cristóbal de las Casas el 21 de noviembre de cada año. Igualmente en la representación hay personajes que asisten a misa con palmas y antorchas (relacionadas con el pino). En las fiestas y actos públicos importantes, los hombres visten también ropa tradicional, como son capas y chalecos de lana negra o blanca, sandalias de suela muy ancha y talonera de cuero (llamadas xonob) y cierto tipo de sombreros con lazos de colores.
A la derecha del mural, entre la iglesia de San Cristóbal de las casas y la Ceiba blanca, hay una cabaña donde se está cumpliendo un ritual de curación chamánica a cargo de un i’lol, curandero maya. Un enfermo está acostado en la cama mientras una mujer con largas trenzas negras se le acerca. En el lado opuesto de la cama el curandero está realizando prácticas rituales con humo de incienso, velas de diferentes colores y una mujer en el fondo de la cabaña está moliendo maíz en su metate.
El águila bicéfala que se encuentra en la fachada de la iglesia es, como su nombre indica, un águila en sable de dos cabezas con las alas extendidas. Puede tener diferentes connotaciones, puede aludir a la presencia española y como esta contribuyó a la transformación de mitos, o puede hacer alusión a iconografía típica mesomericana, muy utilizada en textiles bordados de la ropa tradicional de las mujeres chinantecas, mazatecas, tacuates y chatinas principalmente, siendo considerada como uno de los motivos más importantes. También otros pueblos originarios de América la han empleado, desde tiempos precoloniales, en sus textiles; como los raramuri o huicholes, o en el huipil atribuido a la Malinche, en cuyo pecho está bordada está imagen. El águila bicéfala estuvo presente en casi todas las regiones, como las podemos observar desde Canadá, México, hasta Costa Rica en América del Sur, no solo a través de textiles, códices y tallas en madera, sino también en sellos de cerámica, imágenes labradas en piedras semipreciosas o vaciadas en piezas de oro y plata, como algunas piezas localizadas en Panamá y Colombia.
Esta inconografía es el emblema de los Habsburgo en Madrid y en Viena, aún ahora es un símbolo presente en la iconografía y heráldica de varias culturas indoeuropeas y mesoamericanas. En Europa, procede del águila bicéfala hitita, llegando a la Edad Media occidental a través de Imperio romano de Oriente. En cambio aquí la vemos en una gran cantidad de pueblos de Oaxaca como los amuzgos, chinantecos, mazatecos, cuicatecos, mixtecos, chatinos y zapotecos. La mayoría coincide en que esta ave fue observada en una época no muy remota, ubicando los relatos durante el período colonial y quizá algún tiempo atrás que se ha venido repitiendo generación tras generación.
El chamán, i’lol o rezador de los cerros (orante de las montañas) aporta un alivio a los cuerpos, ya que ve las razones psíquicas que causan dolor físico: almas perdidas, ofensas, prisioneros y todas las lesiones desde el punto de vista social. El tratamiento puede durar incluso varios días y realizarse en diferentes lugares. Los aromas, el humo, la luz y los sonidos son elementos sumamente importantes, todo esto es necesario para dar la bienvenida a los dioses y proceder a los cambios reparatorios.
Los murciélagos ubicados junto a la cabaña donde se realiza la curación son símbolo de renacimiento, durante siglos ha sido una medicina apreciada por las culturas azteca, tolteca y maya. El murciélago es portador de la idea de la muerte chamánica, la muerte ritual del curandero que lleva a la curación del enfermo: es la muerte simbólica del iniciado que abandona su vieja identidad para abrazar a la nueva, libre al fin de la infección material y espiritual. Colgado cabeza abajo, es símbolo del aprender a trascender su anterior yo para re-encarnar en un ser recién nacido. La posición asumida coincide con la de los bebes cuando llegan al mundo a través del útero materno. La presencia de los murciélagos en el mural por un lado está relacionada con el pueblo de Zinacantán, lugar en donde Carrington asistió a los rituales chamánicos y, por otro, tiene la clara intención de poner en evidencia este momento de tránsito, compartido por el curandero y el enfermo, hacia un nuevo nacimiento.
La relación y la comunicación entre el mundo subterráneo, terreno y divino es simbolizado por la Ceiba blanca ubicada en el lado derecho de la pintura, el árbol sagrado que desde la tierra sostiene el cielo, mientras que sus raíces penetran en el inframundo. Carrington pinta a la derecha del mural una gran Ceiba blanca  sin hojas, a la que se dirige una parvada de búhos. El árbol cósmico, en el caso de los indígenas mayas el Yaxché (“primero el árbol”) que es la Ceiba, tiene como rasgos principales raíces que se hunden en el interior de la tierra, un tronco más o menos recto con un orificio celestial en la parte media y una copa con abundantes ramas y hojas.
El 13 era un número significativos de los mayas, equivale al número de ramas de su árbol sagrado, la ceiba y cada una representa a los dioses del inframundo. El árbol representa las energías cósmicas. Copa, tronco y raíces constituyen sus niveles aéreo, terrestre y subterráneo, equiparables a cielo, tierra e inframundo. Por otra parte es un símbolo axial y vertical, capaz de conectar estos diferentes niveles o mundos entre sí, y por tanto un medio de comunicación, un vehículo entre el cielo y la tierra.
Igualmente el búho/lechuza/tecolote en la cultura maya, representado en relación con la ceiba en la pintura y a la entrada de un difunto al inframundo, era símbolo de sabiduría dentro del mundo animal que habitaba en el territorio sagrado del Mayab, y también han sido asociados con la fertilidad. Desde la noche, la oscuridad y la muerte están conectadas, los búhos y lechuzas igualmente han sido asociados a seres y fuerzas oscuras, mensajeras del inframundo, como una manifestación del dios de la muerte. Cuando se le oía chillar significaba que alguien había de morir o enfermar, especialmente si lo hacía dos o tres veces sobre el techo de la casa. Si además rascaba la tierra, era aún más temible el augurio y para escapar a la mala fortuna que pronosticaba, los hombres proferían obscenidades e injuriaban al animal, el cual era la sexta acompañante de los señores de los días y concretamente de Yaotequihua, el dios guerrero de los muertos.
En el Popol Vuh, usado recurrentemente por Carrington, se puede encontrar sobre el búho: "Harto del bullicio, el búho quiso escabullirse, pero no contaba con que el rey se daría cuenta y lo tomaría personal. El pavo real expuso al público la ofensa del búho al hacerlo participar en la festividad y ser foco de las burlas de las otras aves. El búho, con el afán de molestar al pavo real, convocó a una asamblea en la floresta del Mayab, pero al no poder pronunciar palabra alguna se sumió en la desesperación y la oscuridad de su morada para siempre”.
Los búhos pueden relacionarse con el Ave Moan, vinculada con las fuerzas maléficas, aunque sin dejar de ser celestes por el hecho de ser aves, pero son símbolos de fuerzas oscuras e infraterrestres, manifestaciones del Dios de la muerte. El modelo del Moan fue el búho o tecolote cornudo propio de la región maya y asociándose a una figura de la oscuridad nocturna y a la muerte. El ave Moan la encontramos en códices y obras plásticas como un glifo del mes. Además aparece muchas veces asociado a diosa de la Luna, su glifo y el signo del cielo reiterando su carácter celeste pero igualmente asociado a la muerte. En la pintura mural se encuentran dos aves Moan en la esquina inferior derecha dentro del inframundo.
Dentro del paisaje también hay un par de zonas con representaciones de pinos (extremos derecho e izquierdo). El pino, como el maíz, es una planta sagrada dentro de la tradición maya, en general, el pino se encuentra en abundancia en los sitios de la región maya. El pino es una excelente fuente de combustible, y se ha sugerido que la madera de pino fue probablemente una mercadería de intercambio en la época prehispánica. El uso ritual del pino ya ha sido observado en muchos grupos mayas contemporáneos. Los devotos de la religión habitualmente están de pie sobre una alfombra de agujas de pino durante las ceremonias, y se colocan ofrendas de ramas de pino frente a las cruces erigidas en las cuevas (Morehart, 2001).
Algunas analogías etnográficas de las tierras altas mayas, revelan una relación entre el ceremonial prehistórico de quemar pino y el uso moderno de las velas. Entre los tsotsiles, el término general para pino es toj, que corresponde al nombre tseltal tah. Durante los discursos rituales tsotsiles, se hace referencia a las velas y a las antorchas de pino como juegos semánticos paralelos de cosas. La similitud entre pino y velas es posible porque las antorchas de pino son una analogía antigua del uso moderno de velas. Las velas son un componente integral de los conjuntos ceremoniales entre muchos grupos mayas modernos. Para los tsotsiles, estas son tortillas para los dioses.
Finalmente se encuentra la sección baja del cuadro: el inframundo. Las terribles desgracias y castigos que inundaban los parajes del inframundo eran administradas por los gobernantes de este lugar, denominados los Señores de Xibalbá, doce entidades de la muerte de quienes sobresalen los nombres de Hun-amé (uno-muerte) y Vucum Camé (siete-muerte). El resto de los gobernantes eran demonios y, según la mitología, cada uno respectivamente se ocupaba de algún tormento humano como el hambre, el miedo, el dolor, la enfermedad, la indigencia y finalmente la muerte misma. Algunos otros habitantes de Xibalbá eran servidores hechizados por los demonios.
El inframundo, el reino de Xibalbá, está presidido por el Dios Jaguar en la pintura, cuyo rostro de un solo ojo aparece a la izquierda del mural: su ojo, en forma de espiral, vigila el reino del inframundo. Entre los personajes que habitan este espacio, se encuentran una serpiente-tigre, unos cuervos y “monos gemelos” (clara referencia a unas de las leyendas contadas dentro del Popol Vuh: los dos monos toman parte en una compleja lucha de poder dentro del reino de Xibalbá). Los animales desempeñan un papel central dentro de la iconografía de esta pintura mural, así como en toda la producción de la artista.